# Kamil Małecki
Kamil Małecki (* 2. ledna 1996) je polský profesionální silniční cyklista jezdící za UCI ProTeam Q36.5 Pro Cycling Team.

## Hlavní výsledky
2017
Carpathian Couriers Race
2. místo celkově
vítěz 2. etapy
Dookoła Mazowsza
6. místo celkově
2018
vítěz Grand Prix Doliny Baryczy Milicz
8. místo Trofeo Matteotti
2019
CCC Tour - Grody Piastowskie
 celkový vítěz
vítěz etapy 1b
Bałtyk–Karkonosze Tour
 celkový vítěz
vítěz 4. etapy (ITT)
4. místo Memoriał Andrzeja Trochanowskiego
5. místo Grand Prix Gazipasa
5. místo Memoriał Romana Siemińskiego
5. místo Visegrad 4 Bicycle Race Grand Prix Poland
2020
Tour de Pologne
6. místo celkově

### Výsledky na Grand Tours
| Grand Tour      | 2020 | 2021 | 2022 |
| --------------- | ---- | ---- | ---- |
| Giro d'Italia   | 68   | —    | —    |
| Tour de France  | —    | —    | —    |
| Vuelta a España | —    | —    | 125  |

| —   | Nezúčastnil se |
| DNF | Nedokončil     |